# ماسنکو
ماسنکو (امهری: ማሲንቆ) یک ساز کمانه‌ای است که در موسیقی سنتی اتیوپی استفاده می‌شود. این ساز همانند کرار در میان خوانندگان اتیوپی (آزماریس) کاربرد دارد. این ساز از موی اسب ساخته شده و روی آن با پوست پوشیده شده‌است.